# غلياس

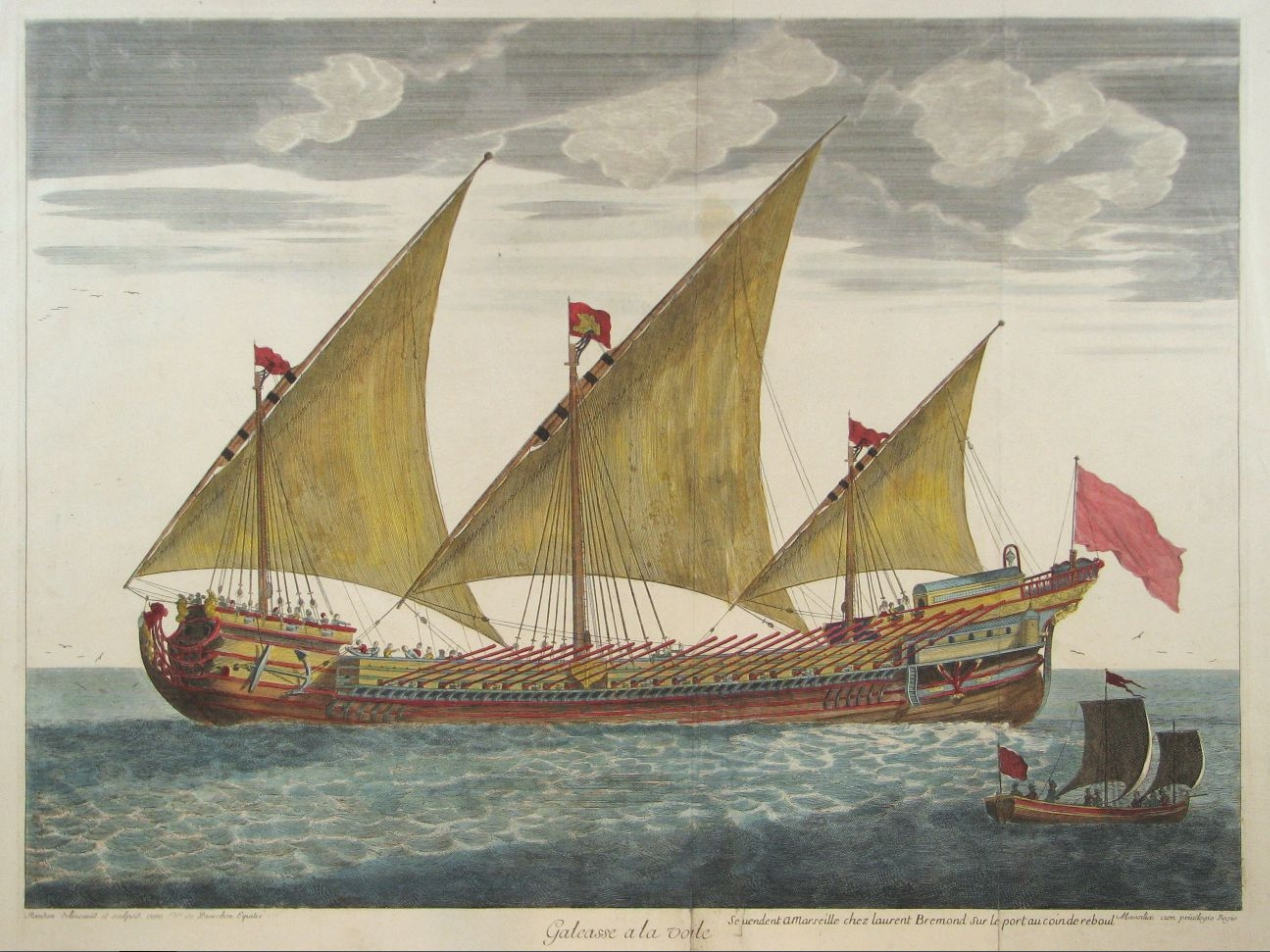
سفينة غلياس

الغَلْيَاس (المعروفة باسم «ماهون» في تركيا) هي سفينة عسكرية طُورت من القوادس التجارية الكبيرة، بقيت سفن الغَلياس من أهم القطع البحرية المهمة في الترسانات العسكرية البحرية الحديثة المبكرة.

## التطوير
بعد تحويلها للاستخدام العسكري، كانت الغلياس أعلى وأكبر وأبطأ من القوادس العادية («الخفيفة»). كان يصل عدد المجاذيف إلى 32 مجذافاً، كل مجداف يعمل عليه ما يصل إلى 5 رجال. ولكل سفينة عادة ثلاثة صواري وسطح سفلي ومقدمة . تم بذل الكثير من الجهود في البندقية لجعل هذه السفن أسرع ما يمكن للتنافس مع القوادس العادية. عادة ما يكون السطح المخصص للمدافع فوق رؤوس طاقم التجذيف، لكن هناك أيضًا صورًا توضح ترتيبا معاكسا. حملت الغلياسيات أعدادا أكثر من القوادس الحقيقية وكانت أكثر فتكا.

## الإجراءات البحرية
- تم استخدام الغَلياسات في البندقية بنجاح في معركة ليبانت في عام 1571، حيث ساعدت قوتها النارية على كسر قوة الهجوم العثماني الأول، [5] وفي النهاية ساعدوا في كسب النصر لأسطول العصبة المقدس
- عُدت أربعة من غلياسيات نابولي الكبيرة صالحة للإبحار لمرافقة الأرمادا الإسبانية في 1588 م (على سبيل المثال لا جيرونا، التي تحطمت في نهاية المطاف قبالة ايرلندا).

## التاريخ اللاحق
في القرن الخامس عشر، تم بناء نوع الغَلياس الخفيفة، تسمى الفرقاطة، في دول جنوب أوروبا للرد على التحدي المتزايد الذي يمثله مجاهدوا البحر المتمركزون في شمال إفريقيا في قوادسهم السريعة.
في البحر الأبيض المتوسط، وبسبب الطقس الأقل خطورة والرياح المتقلبة، استمر استخدام كل من صالات العرض والممرات، خاصة في البندقية والإمبراطورية العثمانية، بعد وقت طويل تركها المناطق الأخرى. في وقت لاحق، استُبدلت «السفن الدائرية» و الغَلياسيات بواسطة الغليونات والسفن الخطية التي نشأت في أوروبا الأطلسية . تم بناء أول سفينة فينيسية خطية في عام 1660 م.
في بحر الشمال وغرب بحر البلطيق، يشير مصطلح الغلياس إلى السفن التجارية الصغيرة.
في جنوب شرق آسيا، كانت سفينة اللانكاران تعادل الغَلياسات الأوروبية، على الرغم من أن استخداماته التكتيكية كانت مختلفة عن استخدامات السفن الأوروبية. تم تجهيز اللانكاران عادة بمدفع مثبت على القوس وبنادق دوارة مثبتة على الجانب. كان جنود البحرية الجنوبية الشرقية في جنوب آسيا يحاربون عادة من خلال السطوح، لذلك تم استخدام مدافع دوارة محمولة على الجانب السريع لإطلاق النار. يبلغ طول قوادس أتشيه الكبيرة (غاليسات) 100 متر وطولها 17 مترًا، وتحتوي على 3 صواري بأشرعة مربعة وأغطية سفلية؛ تتُدفع بواسطة 35 مجذاف على كل جانب وقادرة على حمل 700 رجل. كان اللانكاران مسلحًا بـ 98 سلاحًا: 18 مدفعًا كبيرًا.